# Resolución 877 del Consejo de Seguridad de las Naciones Unidas
La resolución 877 del Consejo de Seguridad de las Naciones Unidas, adoptada por unanimidad el 21 de octubre de 1993, después de reafirmar las resoluciones 808 (1993) y 827 (1993), el Consejo nombró a la nominación del Secretario General Butros Butros-Ghali, el Sr. Ramón Escovar Salom, como fiscal del Tribunal Internacional para la ex Yugoslavia (TPIY).